# Cumucos
Los cumucos (en cumuco: къумукълар, qumuqlar; en ruso: кумыки, kumyki) son un pueblo túrquico que vive en las repúblicas rusas de Daguestán (donde comprenden el 14% de la población, 431.756 mil personas, Osetia del Norte, en el distrito de Mozdokski, y Chechenia, en el norte). Hablan el idioma cumuco y practican el islam, con algunos rituales religiosos que se remontan a tiempos de su pasado preislámico.
Los cumucos son descendientes de los cumanos que se mezclaron con los pueblos túrquicos que se asentaron con anterioridad a ellos en el norte del Cáucaso. En cuanto a sus rasgos físicos, estos son típicamente caucásicos.
Las elevadas terrazas de la meseta cumuca, que ocupan los cumucos dejando las zonas bajas a los nogayos, son muy fértiles.

## Historia
Varios exploradores vieron en ellos a los descendientes de los jázaros. Ármin Vámbéry, suponía que los cumucos se asentaron en su actuales territorios durante el florecimiento del Reino Jázaro en el siglo VIII.
Del siglo XVI al XVIII, los cumucos tuvieron un reino independiente, asentado en Tarkí (Shamjalato de Tarkí) y gobernado por un soberano que recibía el título de Shamjal. Los rusos levantaron fuertes en su territorio en 1559 y durante el reinado de Pedro I.
Habiendo sido por mucho tiempo más civilizados que los montañeses caucásicos que los rodeaban, los cumucos siempre gozaron de mayor prestigio con respecto a aquellos.
En años recientes, nacionalistas cumucos, tales como Salau Aliev, han abogado por una posición preponderante de su pueblo dentro de Daguestán, haciendo referencia a la historia jázara como fuente de su inspiración nacionalista.